# مملسدورف
مملسدورف (به آلمانی: Memmelsdorf) یک شهر در آلمان است که در بامبرگ واقع شده‌است. مملسدورف ۸٬۹۹۴ نفر جمعیت دارد.